# Thunderbolt (Six Flags New England)
Thunderbolt in Six Flags New England (Agawam, Massachusetts, USA) ist eine Holzachterbahn, die 1941 als Cyclone eröffnet wurde. Bereits 1942 wurde sie in Thunderbolt umbenannt. Ursprünglich wurde sie am 6. Mai 1939 als Cyclone in Fantasy Forest at the Flushing Meadows Carousel eröffnet, befand sich dort aber nur bis 1940.
Die 792,5 m lange Strecke hat eine Höhe von 21,3 m und lässt die Wagen eine Höchstgeschwindigkeit von 64,4 km/h erreichen.

## Züge
Thunderbolt besitzt zwei Züge vom Hersteller Philadelphia Toboggan Coasters mit jeweils vier Wagen. In jedem Wagen können sechs Personen (drei Reihen à zwei Person) Platz nehmen. Die Fahrgäste müssen mindestens 1,22 m groß sein, um mitfahren zu dürfen.